# Fram kunstisbane
De Fram kunstisbane is een ijsbaan in Larvik in de provincie Vestfold in het zuiden van Noorwegen. De openlucht-kunstijsbaan is geopend in 1976 en ligt op 8 meter boven zeeniveau. De belangrijkste wedstrijden die er ooit zijn gehouden zijn het Europese kampioenschap allround mannen van 1977 en 1984.

## Grote wedstrijden
Internationale kampioenschappen
- 1977 - EK allround mannen
- 1984 - EK allround mannen

Wereldbekerwedstrijden
- 1986/1987 - Wereldbeker 7 vrouwen (dag 2)

Nationale kampioenschappen
- 1978 - NK allround mannen
- 1981 - NK sprint mannen/vrouwen
- 1994 - NK allround mannen/vrouwen
- 1995 - NK afstanden mannen/vrouwen
- 1998 - NK sprint mannen/vrouwen
- 2005 - NK afstanden mannen/vrouwen

## Idrettsforeningen Fram
De vereniging Idrettsforeningen Fram maakt gebruik van de Fram kunstisbane. De volgende bekende schaatsers zijn (ex-)lid van de Idrettsforeningen Fram:
- Rune Aslesen
- Janne Bogstrand
- Else Marie Christiansen
- Anne Lise Eriksen
- Line Margareta Foss
- Lene Håkonsen
- Bjørg Eva Jensen
- Arne Nicander Nilsen
- Minna Nystedt
- Tom Erik Oxholm
- Heidi Skjeggestad
- Ivar Sletsjøe
- Roger Strøm
- Anne Therese Tveter
- Bjørn Tveter
- Helene Tveter
- Thor Olav Tveter
- Øyvind Tveter
- Anne Grethe Viik